# غزل حکیمی‌فرد
غزل حکیمی‌فرد (زادهٔ ۲۵ فروردین ۱۳۷۳ در تهران) شطرنج باز ایرانی و دارای عنوان استاد بزرگ زنان است. وی از سال ۲۰۲۰ فدراسیون شطرنج خود را از ایران به سوئیس تغییر داد و از این پس زیر پرچم این کشور در مسابقات بین‌المللی شرکت کرد. او پیش از تغییر پرچم و در آخرین رنکینگ جهانی در ماه مه ۲۰۲۰، با ریتینگ ۲۲۶۵ در رده پنجاه و چهارم شطرنج‌بازان ایران قرار داشت.

## زندگی ورزشی
غزل حکیمی‌فرد در سال ۱۳۸۸ و در سن ۱۶ سالگی قهرمان شطرنج زنان ایران شد، که با کسب ۱۰ امتیاز از ۱۲ بازی و اختلاف ۱٫۵ امتیازی نسبت به نزدیکترین رقیب خود به این عنوان رسید.
حکیمی‌فرد در سال ۲۰۰۷ درجهٔ استاد فیده زنان را دریافت کرده و در سپتامبر ۲۰۱۶ با ریتینگ ۲۳۰۸ در ردهٔ سوم بین شطرنج‌بازان زن ایرانی قرار گرفته‌است. وی در المپیاد شطرنج ۲۰۱۰ نیز عضو تیم ملی ایران در بخش زنان بود. او در سال ۲۰۱۰ مقام هفتم مسابقات قهرمانی شطرنج زیر ۱۶ سال دختران جهان را در شهر خالکیدیکه یونان کسب کرد.
غزل حکیمی‌فرد هم‌اکنون در مؤسسه فناوری فدرال شهر زوریخ سوئیس در مقطع کارشناسی ارشد علوم کامپیوتر تحصیل می‌کند.
رعنا حکیمی‌فرد خواهر کوچکتر وی نیز دیگر شطرنج‌باز ایرانی است.

## رد شایعات تابعیت
در خرداد ۱۳۹۹ و پس از اعلام اینکه غزل حکیمی‌فرد به جای پرچم ایران با پرچم سوئیس مسابقه می‌دهد شایعاتی در رابطه با تغییر تابعیت او منتشر شد. او در صفحه اینستاگرام خود این گفته‌ها را رد کرد و نوشت: «متأسفانه ادامه تحصیل من در کشور سوئیس با آیین‌نامه‌های قهرمانی کشور مغایرت داشته و بازیکنانی که در خارج از کشور اقامت دارند امکان حضور در تیم ملی را ندارند. من استاد بزرگ و بازیکن حرفه‌ای شطرنج هستم و در این مدت امکان حضور در تیم ملی کشورم را نداشته‌ام. تغییر پرچم در فدراسیون جهانی شطرنج به منزله تغییر تابعیت نیست بلکه امکانی برای حضور حرفه‌ای من در مسابقات شطرنج اروپا است».